# Eparchie Kalyan
De eparchie Kalyan (Latijn: Dioecesis Callianensis) is een Syro-Malabar-katholieke eparchie met als zetel Kalyan-Dombivli, in India. De eparchie is suffragaan aan het aartsbisdom Bombay. 
De eparchie beslaat een gebied dat overeenkomt met het gebied van het Latijnse aartsbisdom Bombay, en de bisdommen Nashik en Poona. De eparchie omvat enkel de zielenzorg voor Syro-Malabar-katholieke gelovigen in dit gebied. 

## Geschiedenis
De eparchie werd opgericht op 30 april 1988, uit delen van het aartsbisdom Bombay, en de bisdommen Nashik en Poona. 

## Parochies
In 2021 telde de eparchie 101 parochies, met 66.900 gelovigen, die werden bediend door 176 priesters, waaronder 103 paters. Hiernaast woonden er nog 20 broeders en 365 zusters in de eparchie. 

## Bisschoppen
- Paul Chittilapilly (30 april 1988 - 11 november 1996)
- Thomas Elavanal (11 november 1996 - heden)

Bombay (aartsbisdom) · Kalyan (Syro-Malabar) · Nashik · Poona · Vasai